# ウィンストン・セーラム・オープン
ウィンストン・セーラム・オープン（Winston-Salem Open）はアメリカ合衆国ノースカロライナ州ウィンストン・セーラムで毎年8月に開催される全米オープンシリーズ男子部門の最終戦。大会カテゴリはATPツアー250。本大会はパイロット・ペン・テニスが女子ツアー専門大会になったことに伴い2011年に新設された。

## 歴代優勝者

### シングルス
| 年   | 優勝                             | 準優勝                           | 試合結果                |
| ---- | -------------------------------- | -------------------------------- | ----------------------- |
| 2024 | ロレンツォ・ソネゴ               | アレックス・ミケルセン           | 6-0, 6-3                |
| 2023 | セバスティアン・バエス           | イジー・レヘチカ                 | 6-4, 6-3                |
| 2022 | アドリアン・マナリノ             | ラスロ・ジェレ                   | 7-6(7-1), 6-4           |
| 2021 | イリヤ・イバシカ                 | ミカエル・ウマー                 | 6-0, 6-2                |
| 2020 | 開催無し                         | 開催無し                         | 開催無し                |
| 2019 | フベルト・フルカチュ             | ブノワ・ペール                   | 6-3, 3-6, 6-3           |
| 2018 | ダニール・メドベージェフ         | スティーブ・ジョンソン           | 6-4, 6-4                |
| 2017 | ロベルト・バウティスタ・アグート | ダミル・ジュムール               | 6-4, 6-4                |
| 2016 | パブロ・カレーニョ・ブスタ       | ロベルト・バウティスタ・アグート | 6-7(6-8), 7-6(7-1), 6-4 |
| 2015 | ケビン・アンダーソン             | ピエール＝ユーグ・エルベール     | 6-4, 7-5                |
| 2014 | ルカシュ・ロソル                 | イェジ・ヤノヴィッツ             | 3-6, 7-6(7-3), 7-5      |
| 2013 | ユルゲン・メルツァー             | ガエル・モンフィス               | 6-3, 2-1, 途中棄権      |
| 2012 | ジョン・イスナー                 | トマーシュ・ベルディハ           | 3-6, 6-4, 7-6(11-9)     |
| 2011 | ジョン・イスナー                 | ジュリアン・ベネトー             | 4-6, 6-3, 6-4           |

### ダブルス
| 年   | 優勝                                              | 準優勝                                            | 試合結果              |
| ---- | ------------------------------------------------- | ------------------------------------------------- | --------------------- |
| 2019 | ルカシュ・クボット マルセロ・メロ                 | ニコラス・モンロー テニーズ・サングレン           | 6-7(6-8), 6-1, [10-3] |
| 2018 | ジャン＝ジュリアン・ロジェ ホリア・テカウ         | ジェイミー・セレタニ リーンダー・パエス           | 6-4, 6-2              |
| 2017 | ジャン＝ジュリアン・ロジェ ホリア・テカウ         | ジュリオ・ペラルタ オラシオ・セバジョス           | 6-3, 6-4              |
| 2016 | ギリェルモ・ガルシア＝ロペス ヘンリ・コンティネン | アンドレ・ベーゲマン リーンダー・パエス           | 4-6, 7-6(8-6), [10-8] |
| 2015 | ドミニク・イングロット ロベルト・リンドステット   | エリック・バトラック スコット・リプスキー         | 6-2, 6-4              |
| 2014 | フアン・セバスチャン・カバル ロベルト・ファラ     | ジェイミー・マレー ジョン・ピアーズ               | 6-3, 6-4              |
| 2013 | ダニエル・ネスター リーンダー・パエス             | トレト・コンラッド・ユーイ ドミニク・イングロット | 7-6(12-10), 7-5       |
| 2012 | サンティアゴ・ゴンサレス スコット・リプスキー     | パブロ・アンドゥハール レオナルド・マイエル       | 6-3, 4-6, [10-2]      |
| 2011 | ジョナサン・エルリック アンディ・ラム             | クリストファー・カス アレクサンダー・ペヤ         | 7-6(7-2), 6-4         |